# Détroit du Prince-de-Galles
Le détroit du Prince-de-Galles est un détroit de l'archipel arctique canadien, dans les Territoires du Nord-Ouest qui sépare l'île Banks à l'ouest, de l'île Victoria à l'est. Il s'étend du Viscount Melville Sound au nord-est jusqu'au golfe d'Amundsen au sud-ouest. Il s'agit d'un chenal quasi rectiligne long d'environ 275 km mais large de seulement 12 à 25 km, pris par les glaces une très grande partie de l'année, celles-ci ne se brisant qu'en août. 
Le détroit est une route alternative pour le Passage du Nord-Ouest, une route maritime reliant l'océan Atlantique  à l'océan Pacifique. En 1969, le pétrolier SS Manhattan fut forcé de l'utiliser après avoir été bloqué dans les glaces dans le détroit McClure.
L'île homonyme, du Prince-de-Galles, n'est pas située à proximité du détroit mais à 300 km, à l'est de l'île Victoria.